# Estación Agote
Agote es una estación ferroviaria ubicada en la localidad homónima, partido de Mercedes, Provincia de Buenos Aires, Argentina.

## Servicios
No presta servicios de pasajeros. Por sus vías corren trenes de carga de la empresa estatal Trenes Argentinos Cargas.

## Ubicación e Infraestructura
Se encuentra a menos de 200 metros la planta industrial de Masterfoods Internacional, en donde trabajan más de 100 operarios. 
Debido a que en este tramo la línea corre paralela y a muy poca distancia del Sarmiento, se puede apreciar a unos 200 metros la estación Gowland, de la línea recientemente mencionada.
El estado de la estación es deplorable, ya que no conserva ni el andén ni la galería sobre el mismo, sólo la construcción. Además ninguno de los nomencladores que indican la 
estación persiste.